# Marco Jakobs
Marco Jakobs, född den 30 maj 1974 i Unna, Västtyskland, är en tysk bobåkare.
Han tog OS-guld i herrarnas fyrmanna i samband med de olympiska bobtävlingarna 1998 i Nagano.